# ダッシュダイエット
ダッシュダイエット（英語: DASH diet、Dietary Approaches to Stop Hypertension）とは、アメリカ合衆国保健福祉省のアメリカ国立衛生研究所に属する国立心肺血液研究所（NHLBI）が、高血圧を予防し治療するために考案し、推奨している食事療法のことである。日本高血圧学会が発表している高血圧治療ガイドライン2014でも、類似の栄養構成を目指している。
アメリカ合衆国農務省は、ダッシュダイエットを、理想的な食事プランの一つとして推奨している。また、アメリカ心臓協会AHAもダッシュダイエットを推奨している。しかし、カリウム摂取量が多くなるため、腎臓機能に異常がある場合は、実施してはならない。

## ダッシュダイエットの内容
ダッシュダイエットでは、果物、野菜、全粒穀物、無脂肪または低脂肪の乳製品、魚、家禽、豆、ナッツ、および植物油を充分に摂取する。制限するのは食塩、砂糖で甘くした食品や飲料、獣肉の脂身、全脂肪乳製品、ココナッツオイル、パーム核油、パーム油などの熱帯油など、飽和脂肪が多い食品である。ダッシュダイエットは、血圧を下げる効果がある他に、バランスの取れた栄養素を摂取できるように考えられ、カリウム(K)、カルシウム(Ca)、マグネシウム(Mg)、たんぱく質、食物繊維を充分に含むこととなる。肥満とナトリウムは血圧上昇因子であるため、食事要因の血圧上昇因子を減らす事を考慮した「低ナトリウム」「高カリウム」「豊富な食物繊維」な食事体系である。
要旨は、
1. 適正体重(BMI 25未満)を維持するため摂取総カロリーを適正範囲に抑える[2]。
2. 高カロリーな脂肪摂取を減らす。
3. 摂取する脂肪の質を飽和脂肪酸（獣肉脂身）から魚油にする。
4. ナトリウムの摂取量を減らし、ナトリウム排出作用のあるカリウム、マグネシウムを野菜と果物から積極的に摂取する。 カリウムは、3,510 mg/日、以上[2]
5. 食物繊維を積極的に摂取する。

アメリカの国立心肺血液研究所(NHLBI)によれば、1日に必要なカロリーの目安は、次の表の通りである。1日に必要なカロリー数が変わると、各食品グループの単位数が変わる。
| 性   | 年齢    | 活動量が少ない場合 | 中等度の場合 | 活動量が多い場合 |
| ---- | ------- | ------------------ | ------------ | ---------------- |
| 女性 | 19 - 30 | 2000               | 2000 - 2200  | 2400             |
| 女性 | 31 - 50 | 1800               | 2000         | 2200             |
| 女性 | 51+     | 1600               | 1800         | 2000 - 2200      |
| 男性 | 19 - 30 | 2400               | 2600 - 2800  | 3000             |
| 男性 | 31 - 50 | 2200               | 2400 - 2600  | 2800 - 3000      |
| 男性 | 51+     | 2000               | 2200 - 2400  | 2400 - 2800      |

1日に2,000 kcalを摂取する人の場合の食物配分は、次の表の通りである。
| 食品グループ             | 1日の分量 | 1単位の分量                                                                   | 栄養上の意味                     |
| ------------------------ | --------- | ----------------------------------------------------------------------------- | -------------------------------- |
| 穀類                     | 7 - 8単位 | 全粒の食パン1枚 または 玄米のご飯0.5カップ                                    | エネルギー源、食物繊維           |
| 野菜                     | 4 - 5単位 | 生の葉物野菜1カップ または 刻んだ生野菜0.5カップ または 調理後の野菜0.5カップ | カリウム、マグネシウム、食物繊維 |
| 果物                     | 4 - 5単位 | 中くらいの果物1個                                                             | カリウム、食物繊維               |
| 低脂肪乳、低脂肪の乳製品 | 2 - 3単位 | 低脂肪の牛乳1カップ または チーズ40グラム または 低脂肪のヨーグルト1カップ    | カルシウム、蛋白質               |
| 赤身の肉、鶏肉、魚       | 2単位以下 | 調理後の肉80グラム                                                            | マグネシウム、蛋白質             |
| ナッツ、種、豆           | 0.7単位   | ナッツ3分の1カップ                                                            | マグネシウム、蛋白質、食物繊維   |
| 脂肪                     | 2 - 3単位 | 植物油小さじ1杯 または サラダドレッシング大さじ2杯                            | カロリー源                       |

穀類
全粒穀物という点が重要である。日本で売られている全粒粉パンやライ麦パンには、全粒の成分がわずかに含まれるだけである。最低でも半分は必要である。加工食品の原材料名は、多い順に書いてあるので、最初に「小麦粉」と書いてある「全粒粉パン」は、不適当である。
野菜
通常の人の平均的な摂取量よりもかなり多い量の野菜である。冷凍の野菜を使っても良い。もし塩がかけてあれば、水にさらして塩抜きをすると良い。
果物
通常の人の平均的な摂取量よりもかなり多い量の果物である。缶詰の果物を使っても良い。もし砂糖水に浸けてあれば、水にさらして砂糖抜きをすると良い。
乳製品
これも平均的な人の摂取量より多い。無糖及び無脂肪という点が重要である。低脂肪の乳製品（牛乳やヨーグルト）が良い。ヨーグルトは、無糖のものに果物を加えて食べるのが良い。チーズは、ナトリウム（食塩）を多く含む場合がある。
ナッツ、種、豆
ナッツには、良い油が含まれるが、カロリーが高いので、多量に食べない方が良い。大豆の代わりに豆腐でも良い。
脂肪
悪い油（飽和脂肪）を減らす必要がある。このために、獣肉の脂身、バター、チーズ、全乳、クリーム、卵黄、ラード、パーム油を減らす必要がある。また、悪い油（トランス脂肪）を減らす目的で、クラッカーなどの小麦粉加工食品、マーガリン、ショートニング、揚げ物を減らす必要がある。良い油（不飽和脂肪）は、魚の油と植物油である。ただし植物油は高温にすると劣化して悪い油となる。
お菓子
1日に約15グラムの砂糖しか摂ることができない。これは非常に少ない量である。甘い物をほんのわずかしか摂ることができない。世界保健機構WHOの新しい基準（1日に25グラムの砂糖）より少ない。
果物に糖分は、計10%から15%ほど含まれるが、和菓子や洋菓子には、通常、重量の30%から50%の砂糖が含まれる。果物には食物繊維が多く含まれるが、お菓子にはわずかしか含まれない。果物には、ナトリウムと拮抗するミネラルが多く含まれるが、お菓子には食塩が含まれる。果物は血糖値をあまり上げないが、お菓子は大きく上げる。

## ダッシュダイエットの特徴
ダッシュダイエットに特別のレシピは無い。特別の食材を必要としない。決められた割合で各グループの食品を摂取するだけである。ダッシュダイエットを実践すると2週間以内に血圧低下の効果が現れる。また二重盲検試験により効果が示されている。また、糖化反応を減らしている。
日本の高血圧治療ガイドライン2014によれば、生活習慣の改善に関して、減塩、DASH食、減量、運動、節酒を比較したところ、降圧の効果が最も大きかったのはDASH食であった。ダッシュダイエットを他の健康法（運動、節酒、減塩、禁煙など）と組み合わせると、さらに効果が増す。
ダッシュダイエットには、2つのバージョンがある。通常版と減塩版である。通常版ではナトリウムは1日に2,300 mg（食塩なら5.8 g）、減塩版ではナトリウムは1日に1,500 mg（食塩なら3.8 g）を想定している。上の表を見ても分かるように、特に食塩については言及していないが、実践すると自然にナトリウム摂取量が減る。人が摂取する食塩の多く（75%以上）は加工食品に含まれるが、ダッシュダイエットを実践すると加工食品の摂取が減る。ダッシュダイエットでは、カリウム、マグネシウム、カルシウムが多く含まれることになる。それらの元素は、ナトリウム（食塩）を体外に排出させる。
ダッシュダイエットは、高血圧用の治療食であって、肥満用の治療食ではない。しかし、ダッシュダイエットは、健康的な食生活に導くので、実践すると過剰な体重は減ることが多い。高血圧と肥満の両方ともある人にも勧められる。人工透析中の人は、ダッシュダイエットを行うことはできない。慢性腎臓病の人は、ダッシュダイエットを行って良いかどうかを、主治医に聞かなければならない。高血圧で降圧薬を服薬中の人は、服薬を続けながら、ダッシュダイエットについて、主治医の指導に従い実施する。
ダッシュダイエットでは、野菜、果物、低脂肪の乳製品を多く摂取する

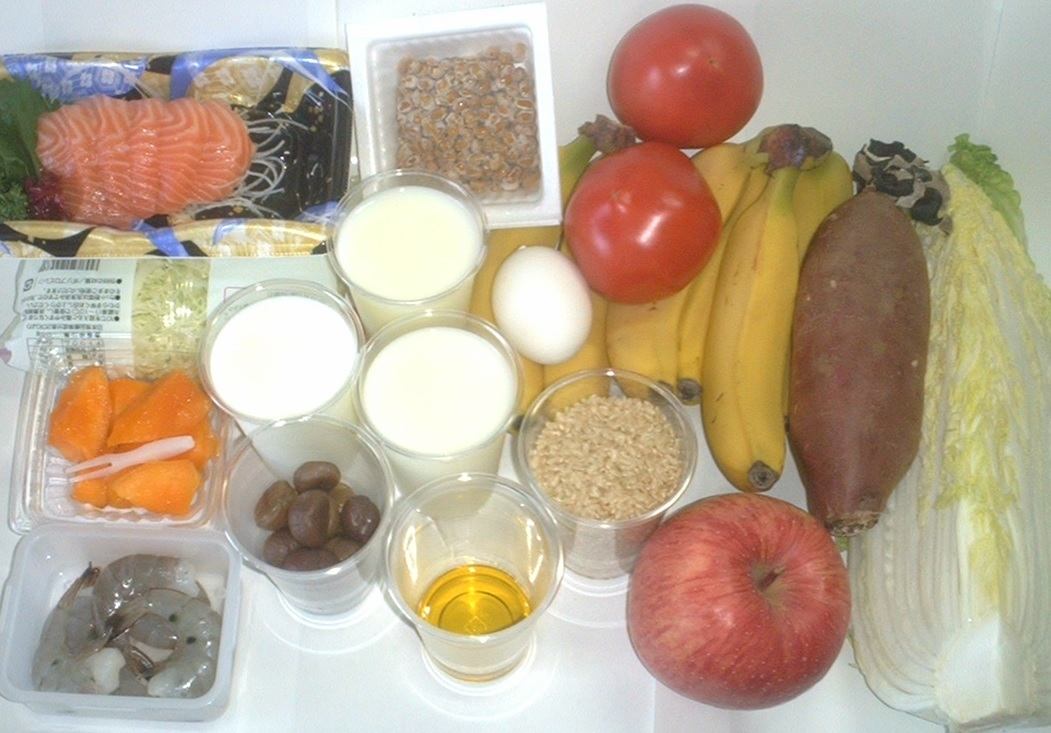
野菜、果物、牛乳が多い
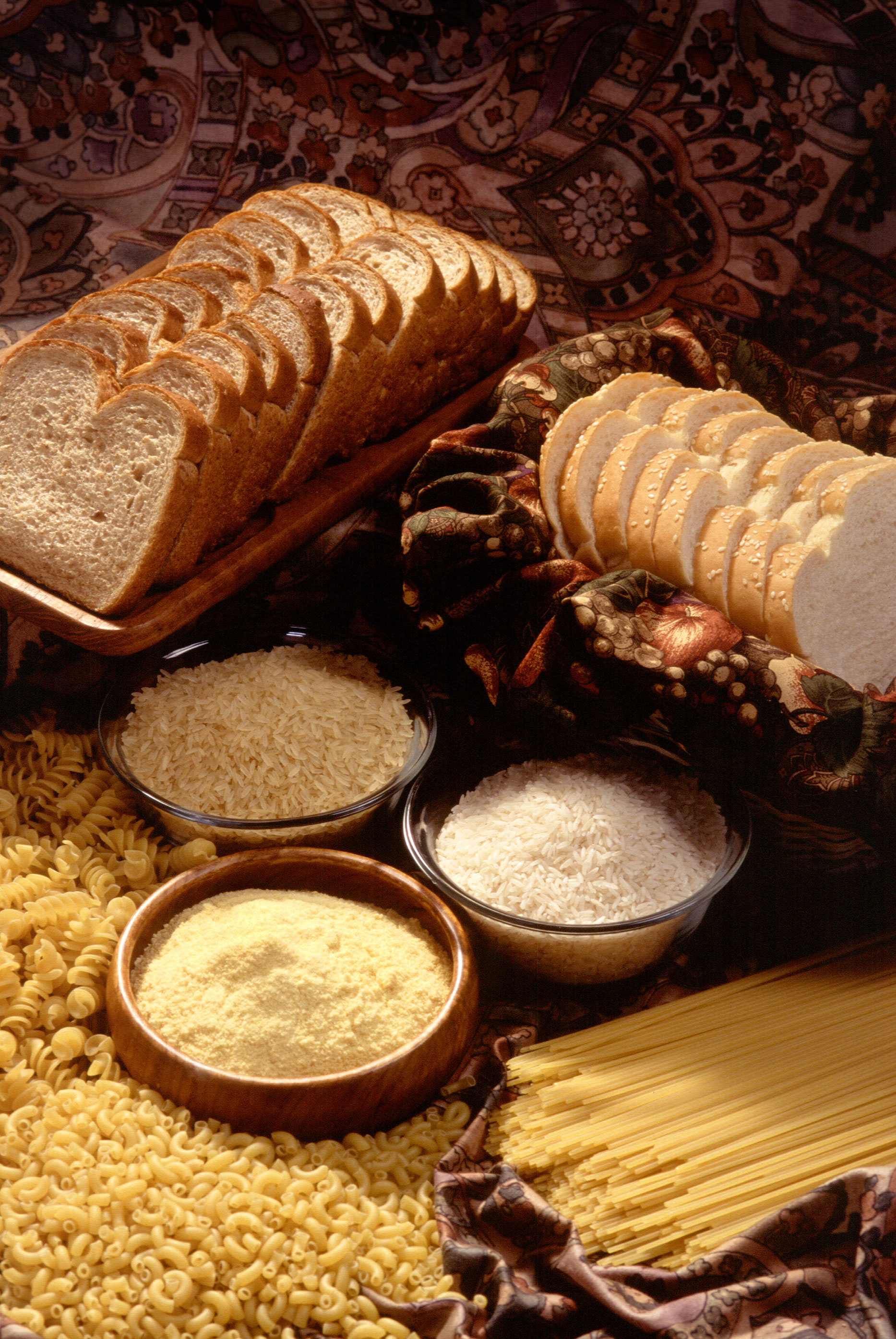
全粒穀物
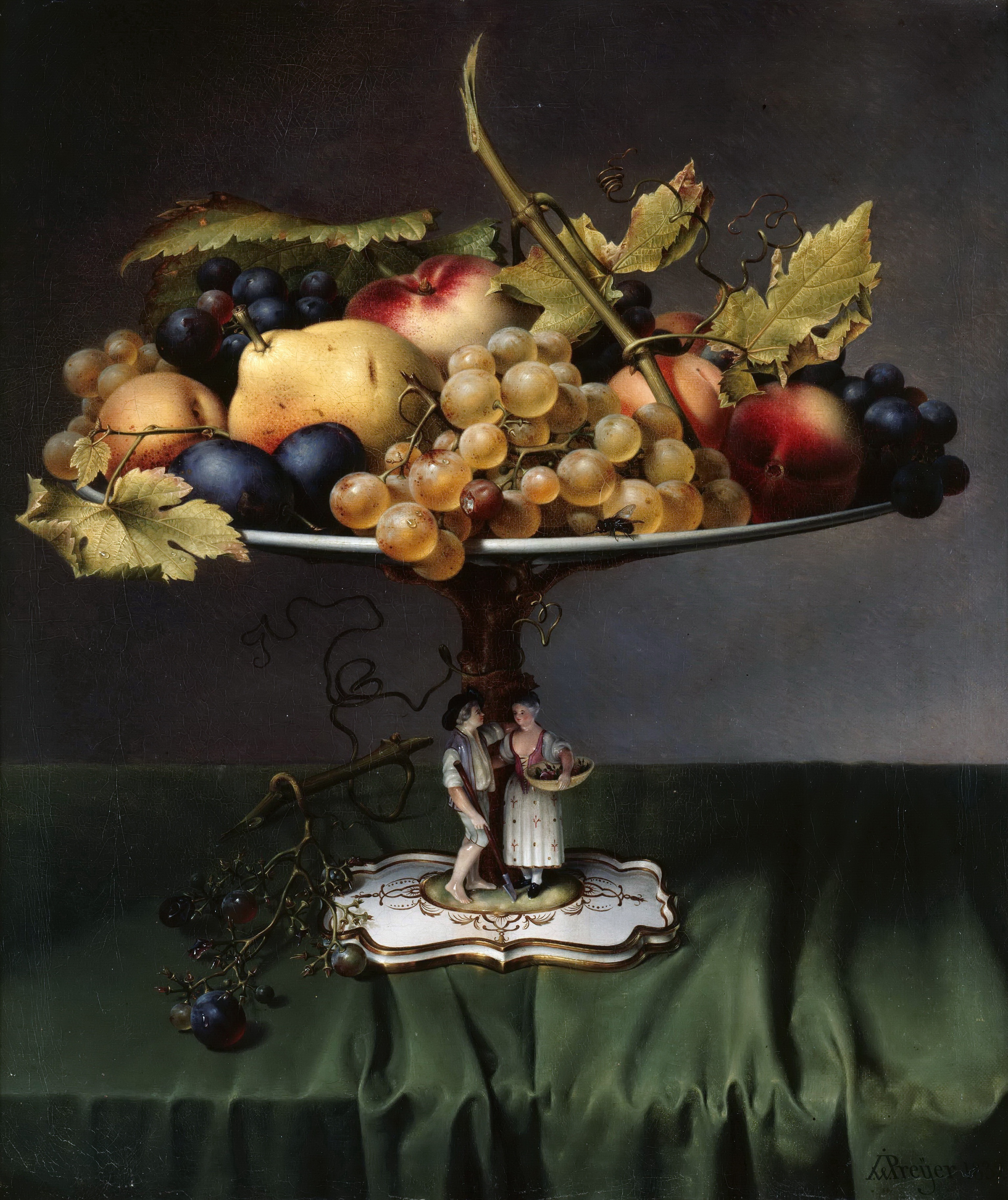
果物
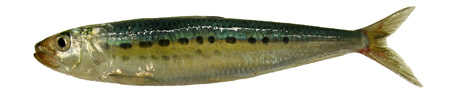
魚
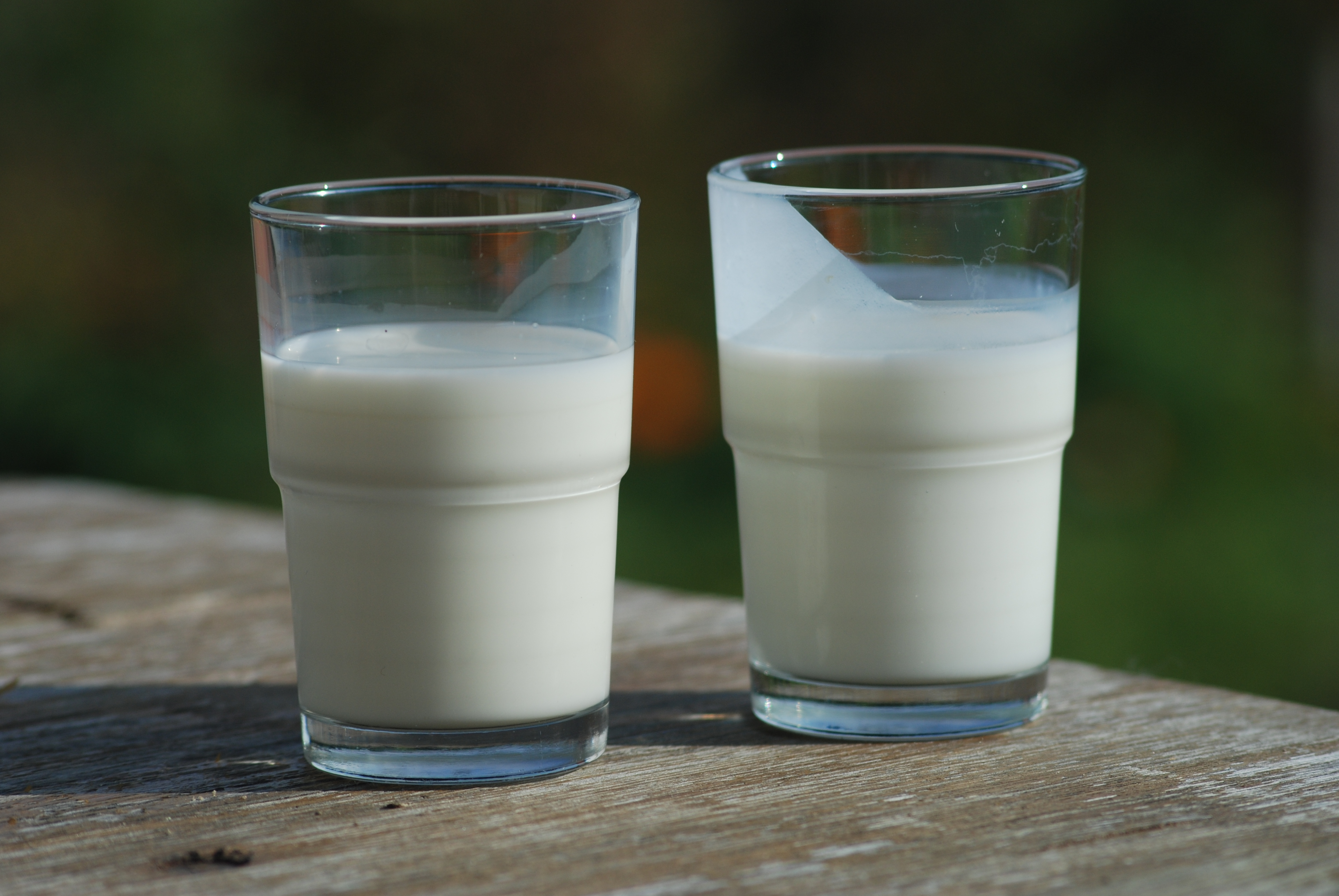
乳製品

ダッシュダイエット導入のガイド
- ダッシュダイエットの導入の前に、2・3日間、何を、いつ、どのくらい食べたかを記録しておくと良い[16]。そして、ダッシュダイエットと比較すれば、何を変えるべきかの方向性が分かる。
- ゆっくり食事を変える方が良い。ある日の夕食に野菜を1単位だけ加えて、さらに次の日の昼食に果物を1単位だけ加えるなどである。そうすれば、導入時の下痢や便秘を防ぐことができる。
- これまで使っていたバターやマーガリンの量を半分に減らすのが良い。
- もし、乳糖不耐症があるのなら、乳糖分解酵素の薬を飲むか、乳糖除去ミルクを使うと良い。
- 全粒の穀物（例えば全粒の麦、全粒のシリアル）を食べることによって、ビタミンBを補うことができる。
- 1回の食事でまとめて摂らずに、3食に振り分けた方が良い。各食事に2単位ずつの野菜や果物とするのが良い。果物を、間食として摂ることもできる。
- デザートや間食には、お菓子でなく、果物を使用するのが良い。

## 研究
（以下は、英語版Wikipedia「ダッシュダイエット」による）
ダッシュダイエットは、アメリカ国立衛生研究所NIHによる2つの研究に基づいている。ダッシュ研究とダッシュ・ナトリウム研究である。
ダッシュ研究では、平均年齢46歳の、基本的には健康な男女8813人の中から、最終的に459人を選び出して、被験者とした。ただし収縮期血圧が160 mmHg以下、拡張期血圧が80-95 mmHgの人を対象とした。これは、前向きのランダム化比較試験である。この研究は、1993年から1997年に行われた。この研究では、人々を3つのグループに分けて、異なった食事をしてもらった。一つめのグループは、北部アメリカの人々と同じような食事である。もう一つのグループは、野菜と果物の多い食事である。もう一つのグループは、ダッシュダイエットである。ダッシュダイエットは、野菜、果物、低脂肪乳製品が多く、飽和脂肪、総脂肪、総コレステロールが少ない。
結果は明瞭であった。野菜と果物の多い食事とダッシュダイエットでは、血圧が低下した。血圧の低下が最も大きかったのは、ダッシュダイエットであった。高血圧のある人では、収縮期血圧は、平均11.4 mmHg低下した。ダッシュダイエットを始めてから、2週間以内に血圧は低下した。血圧が低下しただけでなく、総コレステロールの値もLDLコレステロール（悪玉コレステロール）の値も低下した。
ダッシュ・ナトリウム研究においても、412人の人々を3つのグループに分けて、異なった食事を摂取してもらった。この研究は、1997年から1999年に行われた。一つめのグループでは、ダッシュダイエットを行いながら、ナトリウムを3,300 mg（食塩8.4 g）摂取した。これは、北部のアメリカ人の平均的な食塩摂取量である。もう一つのグループでは、ダッシュダイエットを行いながら、ナトリウムを2,300 mg（食塩5.8 g）摂取した。これは、食塩を少し制限した場合の食塩摂取量である。もう一つのグループでは、ダッシュダイエットを行いながら、ナトリウムを1,500 mg（食塩3.8 g）摂取した。これは、さらに食塩を制限した場合の食塩摂取量である。どのグループでも血圧は低下したが、食塩を最も少なく摂取したグループで、血圧低下は最も大きかった。高血圧のある人では、収縮期血圧は平均11.5 mmHg低下した。また、最初の血圧が高かった人ほど、血圧低下は大きかった。